# Eunice elegans
Eunice elegans är en ringmaskart som först beskrevs av Addison Emery Verrill 1900.  Eunice elegans ingår i släktet Eunice och familjen Eunicidae. Inga underarter finns listade i Catalogue of Life.